# Xysticus hui
Xysticus hui är en spindelart som beskrevs av Norman I. Platnick 1993. Xysticus hui ingår i släktet Xysticus och familjen krabbspindlar. Inga underarter finns listade i Catalogue of Life.